# Проєкт «Альф»
«Проєкт „Альф“» (англ. Project: ALF) — кінокомедія режисера Діка Лорі. Сиквел до фінального епізоду «Вважайте мене зниклим» (1990) телесеріалу Альф. Фільм транслювався в США на телеканалі ABC. У 2005 році вийшов на DVD.

## Сюжет
Фільм починається там, де закінчується телесеріал: Гордон Шамвей захоплений у полон Військово-повітряними силами США при спробі залишити Землю. На ньому ставляться різні досліди, і навіть планують знищити, але Альфу вдається втекти за допомогою майора Меліси Хіл (Дженсен Даггетт) і капітана Ріка Мулікан (Вільям О'Лірі). За ним влаштовує погоню полковник Гілберт Мілфойл (Мартін Шин), який хоче його вбити. Альф і два його друга вирішують сховатися у знайомого Меліси. Але й тут їх підводять. Альфа хочуть показати всьому світу по телебаченню. Завдяки лейтенанту Гарольду Різу (Скотт Майкл Кемпбелл) підступний план полковника розкривають і Альфа вдається врятувати.

## У ролях
| Актор                | Роль                      |
| -------------------- | ------------------------- |
| Пол Фаско            | озвучка ALF               |
| Мігель Феррер        | Dexter Moyers             |
| Мартін Шин           | полковник Гілберт Мілфойл |
| Вільям О’Лірі        | Capt. Rick Mullican       |
| Дженсен Даггетт      | Maj. Melissa Hill         |
| Скотт Майкл Кемпбелл | 2nd Lt. Harold Reese      |
| Беверлі Арчер        | Dr. Carnage               |
| Чарлз Робінсон       | Dr. Stanley               |
| Джон Шак             | Gen. Myron Stone          |
| Грегорі Алан Вільямс | Police Officer            |
| Ліз Коук             | Nina                      |
| Делл Йонт            | Dr. Mockton               |